# Bahariya
Bahariya är en av oaserna i Egyptens Västra öknen. Namnet Bahariyaoasen (الواحات البحرية, al-Wahat al-Bahriyya) betyder ’den norra oasen’ och påminner om att Nildalen i söder länge var medelpunkten i landets historia. Bahariya är beläget cirka 370 kilometer sydväst om Kairo. Oasen omgärdas av berg och har många varma och kalla källor. Guava, mango, dadlar och oliver är de främsta jordbruksprodukterna. Väster om Bahariya breder öknen ut sig, först som svart öken (Sahara Suda) och därefter vit öken (Sahara Beda).

## Etymologi

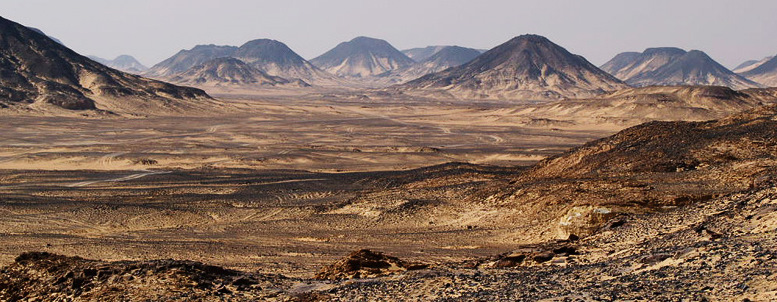
Svarta berg och öken kring Bahariya.

Dalen som Bahariya ligger i har två kända namn i det gamla Egypten. Beteckningen Djesdjes används första gången på en skarabé från det Mellersta riket (cirka 2060– 1795 f.Kr.). I det Nya riket (cirka 1550–1070 f.Kr.) finner man blott sällan detta namn, till exempel i Luxortemplet eller i berättelsen om farao Kamose (17:e dynastin), som intog oasen i striden mot hyksos. Namnet Djesdjes återkommer och används nästan uteslutande från och med den 25:e dynastin (cirka 770 f.Kr.–657 f.Kr.). Den andra beteckningen, Wḥ3.t mḥty.t (’den nordliga oasen’) används nästan uteslutande i det Nya riket, till exempel i en grav för en av faraonerna med namnet Amenhotep samt i en lista över oaser i templet i Edfu. Sedan cirka 45 e.Kr. är platsen känd under namnet Oasis parva (’den lilla oasen’). Den grekiska historikern Strabon (63 f.Kr.–23 e.Kr.) kallar det den ”andra” och historikern Olympiodorus från Thebe (400-talet e.Kr.) den ”tredje” oasen. Under koptisk tid kallades den ”Pemdje-oasen” och under islamisk tid ”Bahnasa-oasen”.

## Bosättningar
Bahareya består av mindre orter eller byar. Bawiti är den största och det administrativa centret. Där finns också busstationen, flera hotell, affärer och enstaka restauranger. Qasr är dess närbelägna tvillingorten. Tio kilometer österut finns byarna Mandisah och Zabu. Mellan Bawiti och Zabu finns den mindre byn Aguz. Harrah ligger längst österut, några kilometer från Mandishah och Zabu. Cirka 50 kilometer söder om Bawiti finns byn Hiez. 

## Historia
År 1996 hittades av en slump, då en åsna trampade igenom taket, en gravkammare med mumier med förgyllda masker från grekisk-romersk tid. Utgrävningarna hölls hemliga i tre år för att undvika plundring. Man uppskattar att det finns mellan tusen och kanske så många som tiotusen mumier i området, som kallats ”de gyllene mumiernas dal”. Egyptologer tror att Alexander den store passerade Bahariya när han återvände från sitt besök hos Amons orakel i Siwaoasen. Ruiner av ett tempel för honom finns i Bahariya.

## Folk och kultur

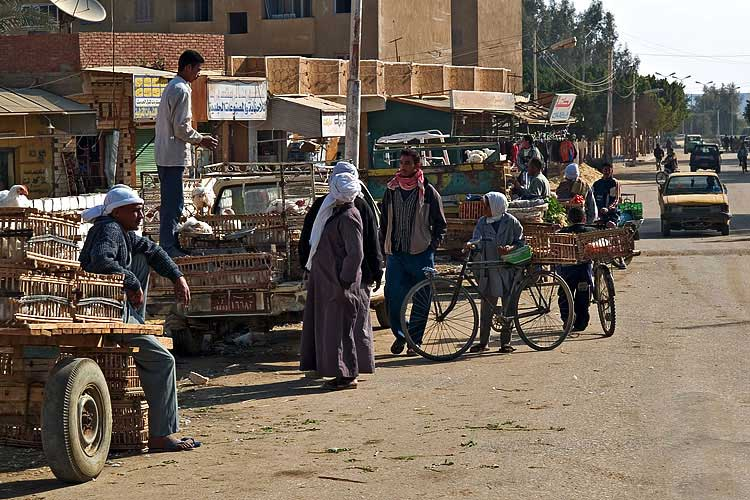
Alldagligt liv i Bawiti i Bahariyaoasen.

Lokalinvånarna kallar sig själva ”wahatis” som betyder ’från oasen’. Deras förfäder är dalens tidigare invånare, beduiner från Libyen och Egyptens nordkust samt andra människor som kommit från Nildalen för att bosätta sig i oasen. Majoriteten av folket i Bahariya är muslimer och det finns många moskéer. Islam påverkar i hög grad den sociala miljön.
Traditionell musik är populär. Flöjter, trummor och ett harpliknande instrument, simsimeyya, spelas på fester, i synnerhet vid bröllop. Sånger som har förts vidare från tidigare generationer är välkända. Modern musik från Kairo, Mellanöstern och andra delar av världen tillhör numera också vardagen.
Oasens isolering bröts på 1970-talet när en asfalterad väg byggdes till huvudstaden Kairo. Den medförde bättre kommunikationer och infrastruktur, som elektricitet, bilar, television, telefoner och naturligtvis, snabbare transporter till andra städer. Som en konsekvens har Bahariya blivit bättre integrerat med övriga Egypten. Språket förändras i och med att Kairo-dialekten hörs på tv och i musik. Inflyttningen är stor, främst från Nildalen men också från industristäderna i deltaområdet som är områden där marken redan är odlad eller mycket dyrköpt. Flera mindre byar befolkas nästan uteslutande av personer från Övre Egypten.

## Ekonomi
Jordbruk är en viktig inkomstkälla men många jobbar också på en järnmalmsindustri i området. Turismsektorn utvecklas kontinuerligt med arbetstillfällen på fler än ett dussin hotell och campingplatser. Även safariturer erbjuder stora möjligheter för företagande. Resorna går till områdets svarta och vita öknar, samt till andra oaser. Eftersom resan till Kairo med buss eller bil bara tar fyra timmar är Bahariya populärt för kortare turer och som startpunkt för längre expeditioner i den Västra öknen, söder mot gränsen till Sudan. Liksom i övriga Egypten är inkomstskillnaderna mycket stora, för de allra flesta är livet enkelt och fattigt även om det inte går någon nöd.

## Klimat
Den högsta sommartemperaturen som har noterats i Bahariya är 48 grader och på vintern har det varit som lägst minus tre grader. 166 dagar per år brukar det vara varmare än 32 grader.
|                   | Jan  | Feb  | Mar  | Apr  | Maj  | Jun  | Jul  | Aug  | Sep  | Okt  | Nov  | Dec  |
| ----------------- | ---- | ---- | ---- | ---- | ---- | ---- | ---- | ---- | ---- | ---- | ---- | ---- |
| Medeltemperatur   | 12,1 | 14,1 | 17,2 | 21,9 | 25,9 | 28,3 | 29,1 | 29,1 | 27,0 | 23,3 | 18,1 | 14,0 |
| Högsta medeltemp. | 19   | 21   | 25   | 30   | 34   | 36   | 36   | 36   | 33   | 30   | 26   | 21   |
| Lägsta medeltemp. | 4    | 6    | 8    | 12   | 17   | 18   | 20   | 20   | 18   | 15   | 11   | 6    |
|                   |      |      |      |      |      |      |      |      |      |      |      |      |
| Nederbörd         | 0,3  | 0,6  | 0,4  | 0,4  | 0,2  | 0,0  | 0,0  | 0,0  | 0,0  | 0,2  | 0,1  | 0,3  |

| temperaturer i °C • månadsnederbörd i mm • Källa: World Climate Weatherbase |

## Bilder

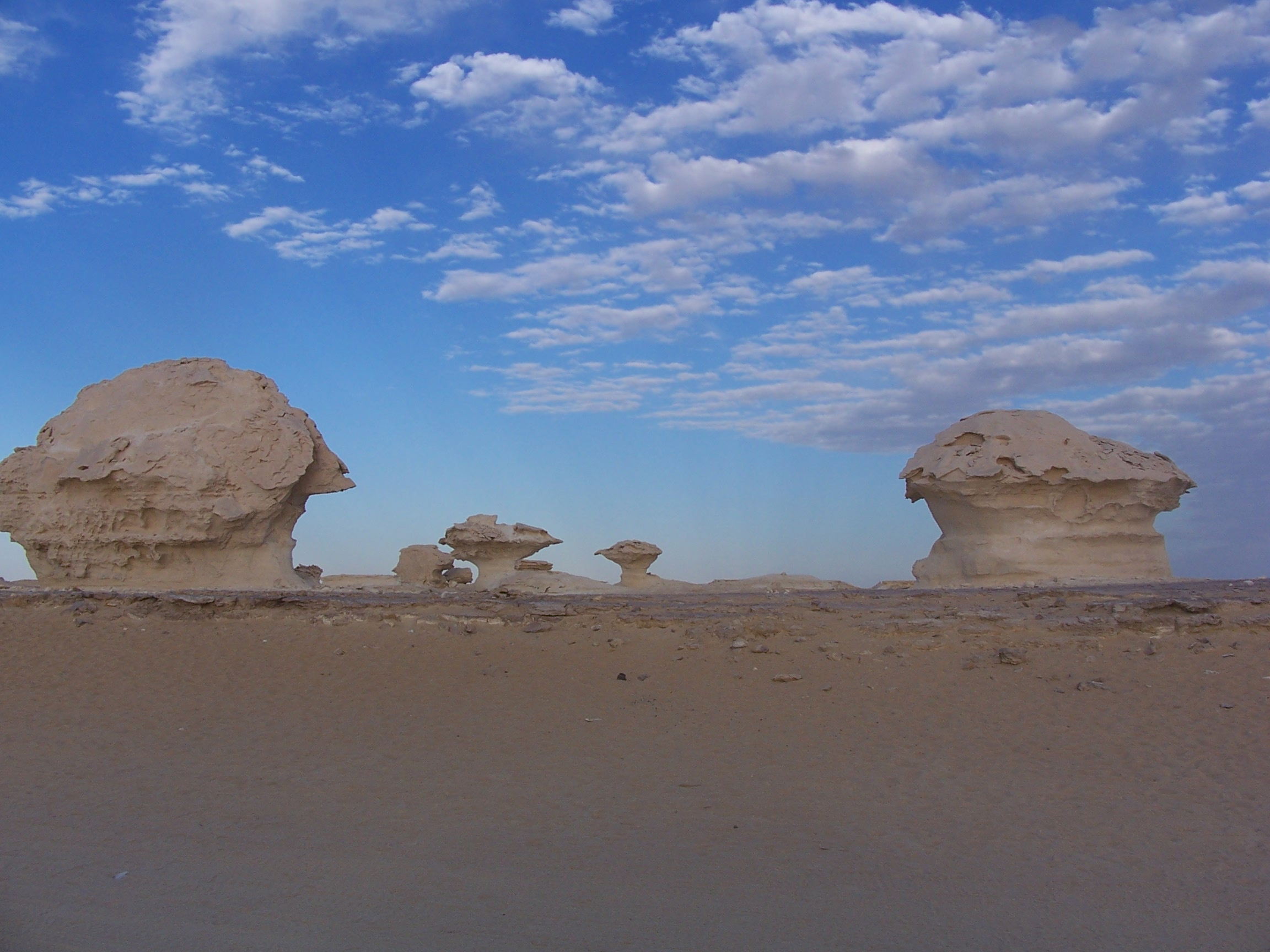
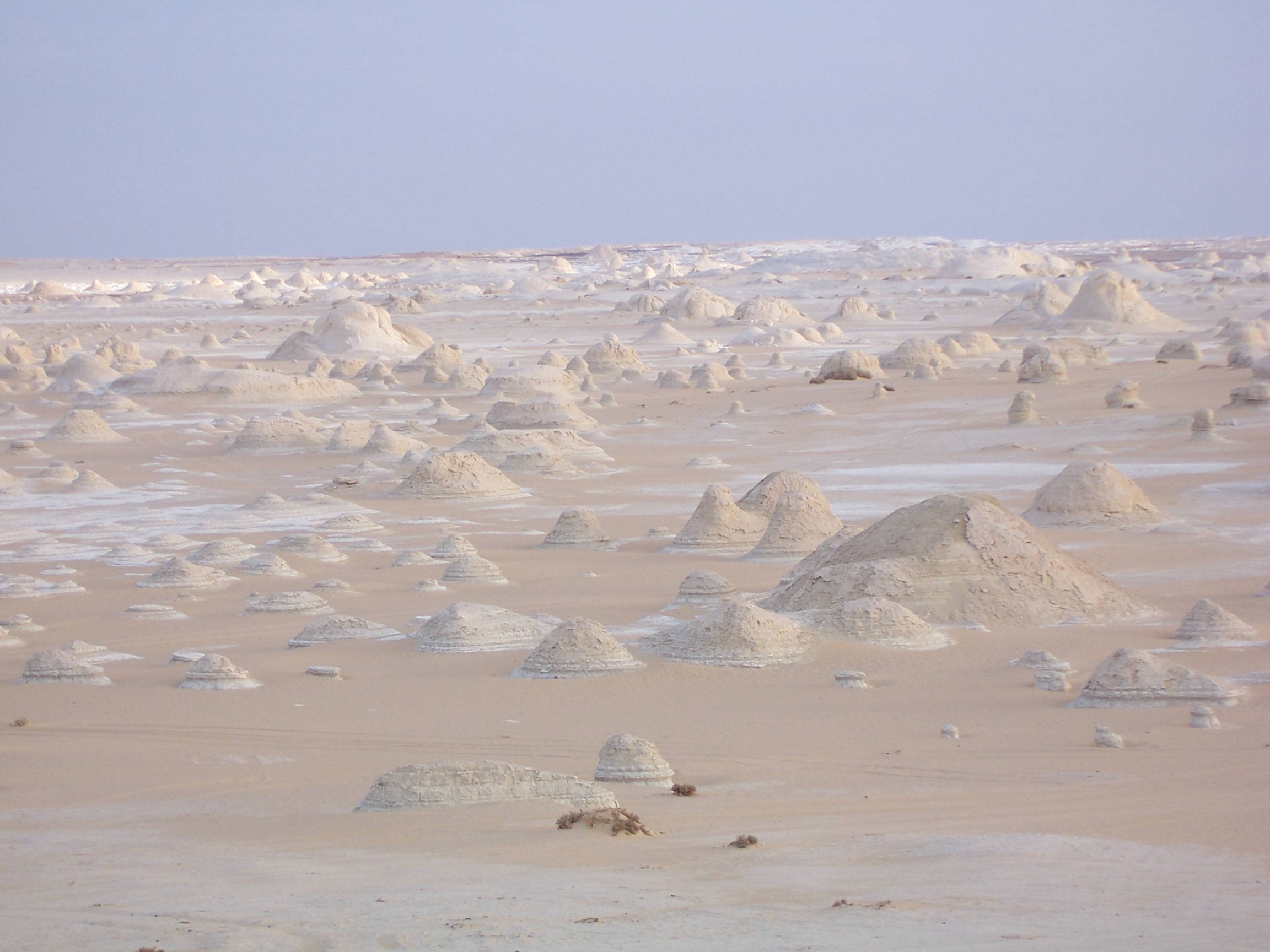
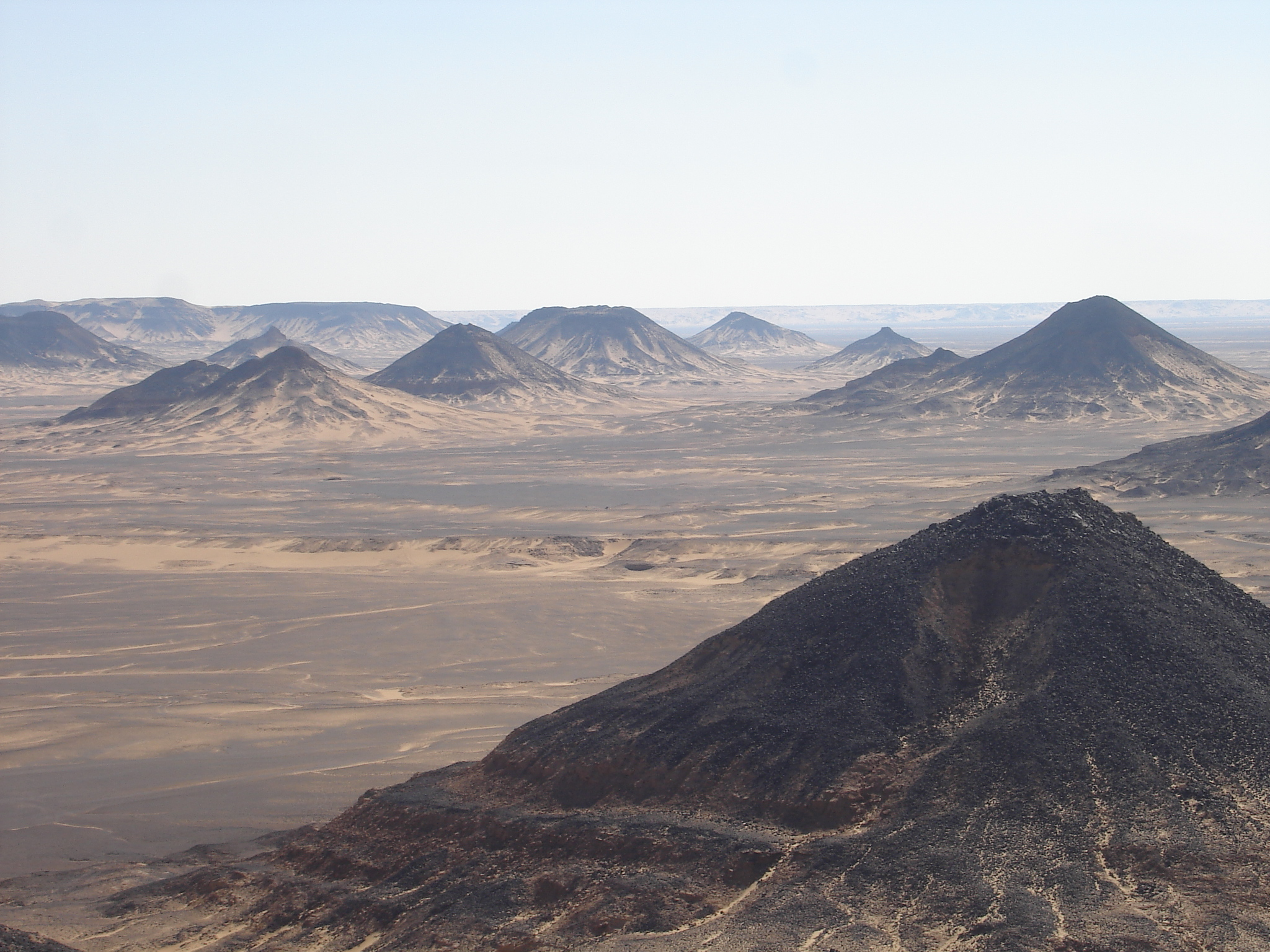
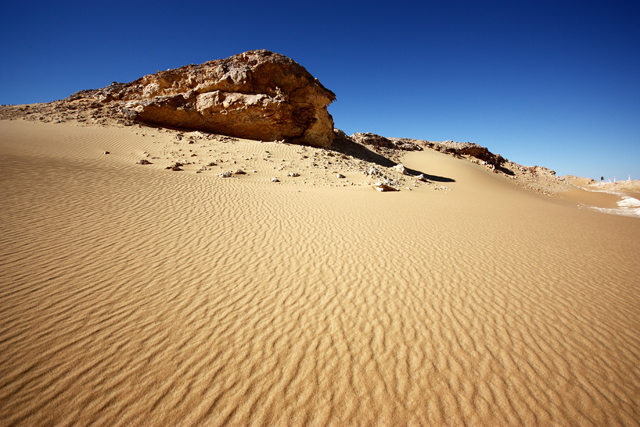
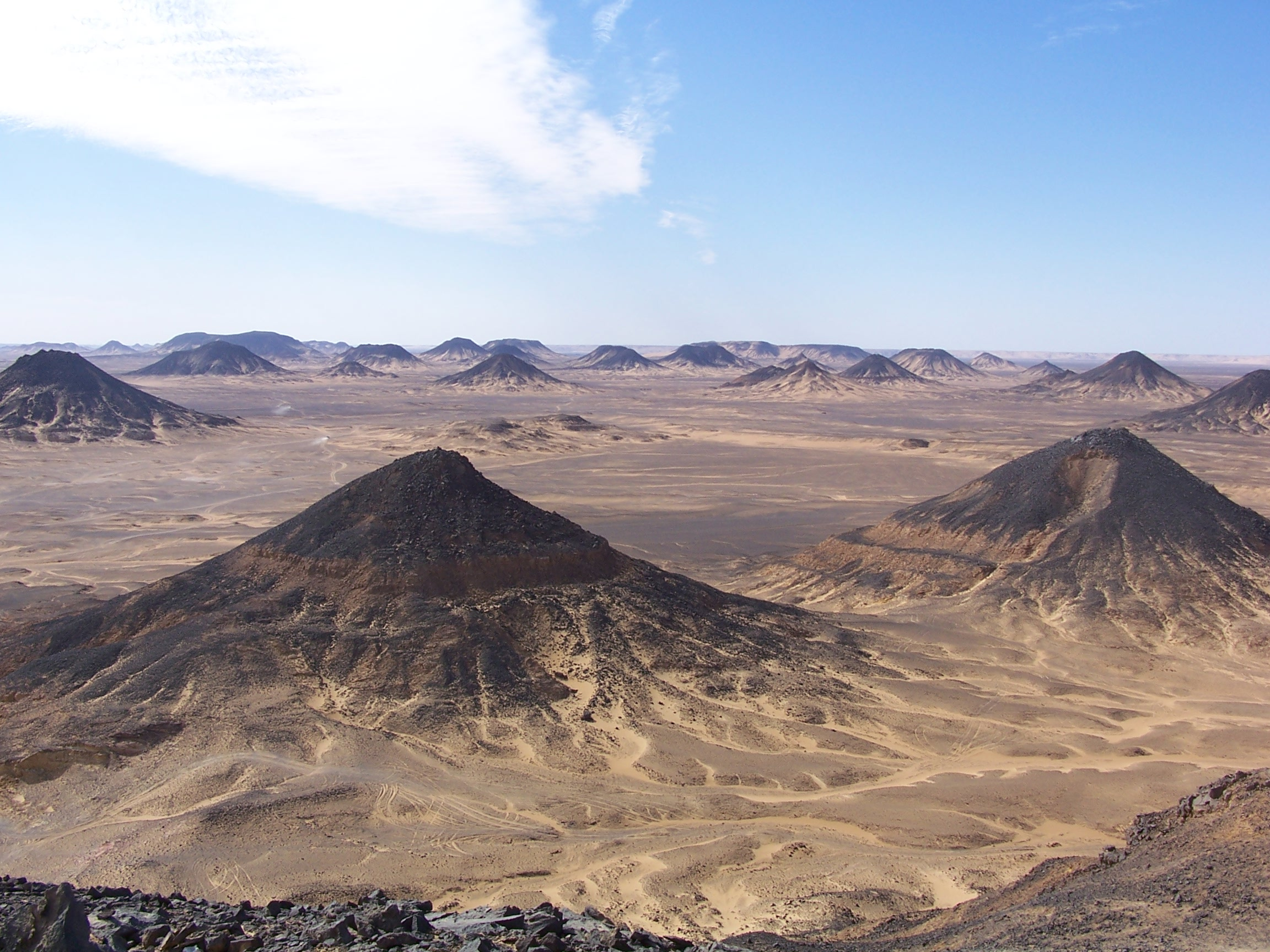
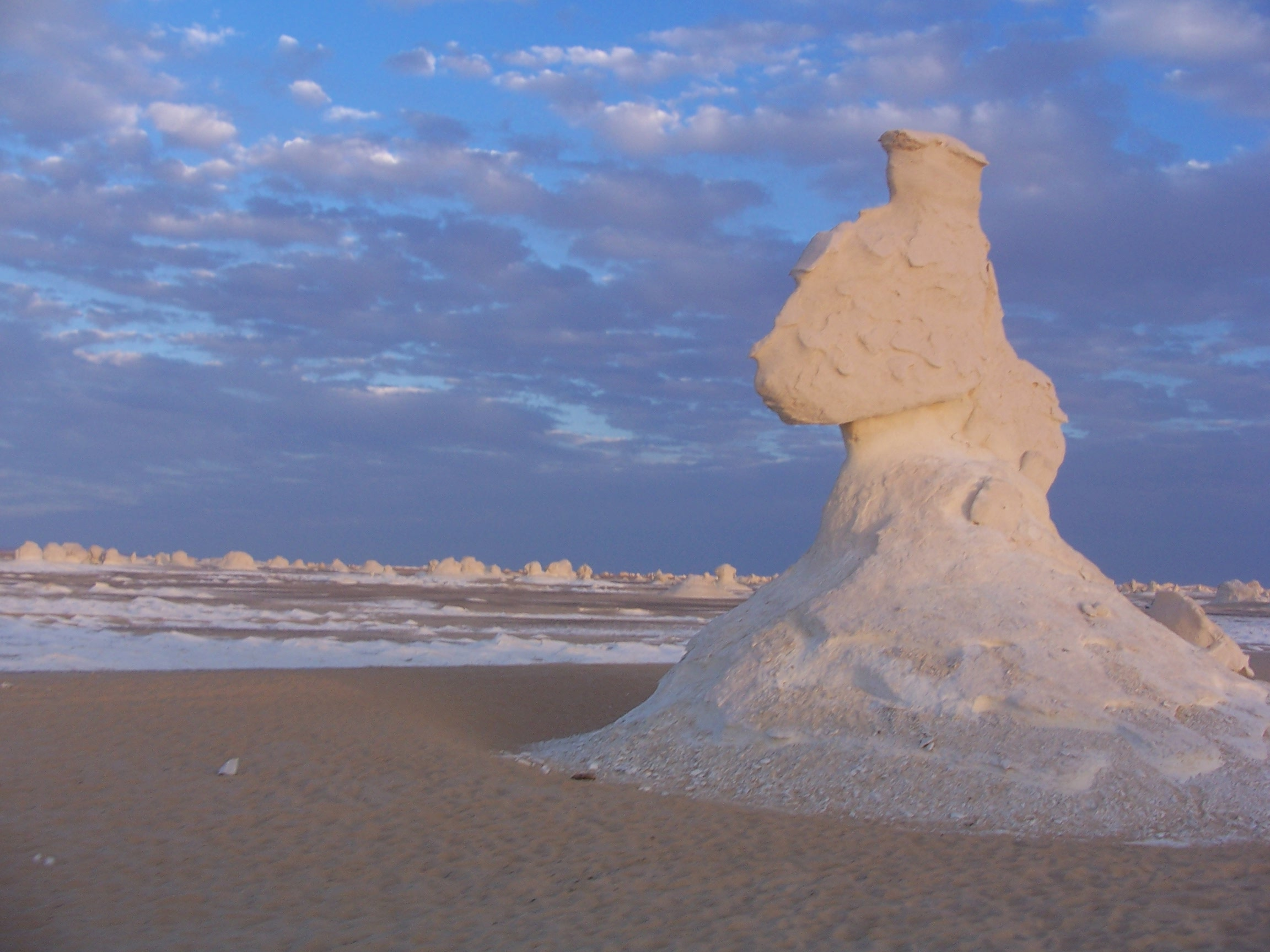